# یانینا باتیرچینا

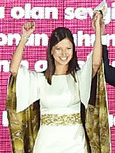
یانینا باتیرچینا در سال ۲۰۱۹

یانینا باتیرچینا (به انگلیسی: Yanina Batyrchina) ژیمناست زادهٔ ۷ اکتبر ۱۹۷۹ میلادی اهل کشور روسیه است.